# Dick Eve
Richmond Cavill Eve, detto Dick (Parramatta, 19 marzo 1901 – 13 marzo 1969), è stato un tuffatore australiano.
Ha vinto la medaglia d'oro olimpica nei tuffi alle Olimpiadi 1924 di Parigi nella categoria piattaforma alta maschile.

## Palmarès
- Giochi olimpici:

Parigi 1924: oro nella piattaforma alta maschile.